# Lastrea abrupta
Lastrea abrupta là một loài thực vật có mạch trong họ Thelypteridaceae. Loài này được (Blume) Liebm. mô tả khoa học đầu tiên năm 1849.